# Počivajoči Satir
Počivajoči Satir ali Opirajoči se Satir, znan tudi kot Satyr anapauomenos (starogrško ἀναπαυόμενος, od ἀναπαύω / anapaúô, za počitek), je tip kipa, ki ga običajno pripisujejo antičnemu grškemu kiparju Praksitelu. Znanih je 115 primerov te vrste, od katerih je najbolj znan v Kapitolskih muzejih.

## Opis
Kip prikazuje mladega satira, ki ga je mogoče prepoznati po njegovih jasno vidnih ušesih in pardalide (tigrovem krznu), ki ga nosi čez svoje telo. Desni komolec sloni na drevesnem deblu, v nestabilnem položaju, podprtem le na njegovi levi nogi. Njegova desna noga je upognjena, desno stopalo pa se dotika leve pete. V številnih primerih je restavrator v njegovo desno roko dodal atribut, pogosto flavto ali trstenke, medtem ko leva roka sloni na levem kolku, in drži kožuh. Funkcije obraza so dobro definirane, nos je rahlo privihan. Njegove težke lase, ki spominjajo na ikonografijo rečnih bogov, drži vrvica ali krona.

## Pripis
Počivajoči Satir je tradicionalno opredeljen kot satyr periboêtos, ki ga je omenil Plinij starejši v svoji Natural History XXXIV, 69:
[Praksitel je izdelal v bronu] Liber Pater, slavnega pijanca in satira, ki ga Grki imenujejo periboêtos
(et Liberum patrum Ebriatem nobilemque una satyrum quem Græci periboeton cognominant)
Winckelmann to besedo tradicionalno prevaja kot »slaven«.  Ta slava pojasnjuje veliko število primerov te vrste, enega najbolj priljubljenih v Sredozemlju - nekaj manj kot 115 jih je bilo najdenih, od tega 15 iz Rima, 4 iz Severne Afrike, 8 iz Grčije, dva iz Španije in eden iz Galicije. 

## Seznam znanih antičnih kopij
- Počivajoči Satir. Rimska umetnina, izdelana v marmorju med 150 do 175 n. št., v muzeju Muzej Prado, Španija.
- Počivajoči Satir. Rimska kopija iz srede 4. stoletja pr. n. št., marmor, višina 168 cm, v muzeju Ermitaž, Rusija.
- Počivajoči Satir (Satyrus anapauomenos). Rimska kopija 2. st. n. št., v muzeju Ermitaž v Rusiji. Inv. Ne. Gr. 3058 / A.154.
- Počivajoči Satir, 2. st. n. št., kraljevi grad, Varšava, Poljska.
- Počivajoči Satir, rimska kopija 2. stoletje, marmor, višina 180 cm, v Ny Carlsberg Glyptotek, København, Danska. Inv. Št. 474.
- Počivajoči Satir, rimska kopija, prva polovica 2. stoletja. carrarski marmor, višina (brez podstavka) 1,78 m, širina kipa 0,76 m, višina podstavka 0,08 m, Santa Maria Capua Vetere, arheološki muzej antične Kapue, Italija

- Ruspolijev Favn, Glyptoteka, Münichen (inv. 228)
- Ruspoli Favn, Glyptoteka, Münichen (inv. 229)
- Farnesejev Favn, Louvre (Ma 664)
- Počivajoči Satir, Muzej Prado
- Počivajoči Satir, Ermitaž
- Opirajoči se Satir, Ermitaž
- Počivajoči Satir, kraljevi grad, Varšava
- Satyr Anapauomenos, Centrale Montemartin, Kapitolski muzeji